# Liste der Naturdenkmäler in Hilchenbach
Die Liste der Naturdenkmäler in Hilchenbach nennt die Naturdenkmäler in Hilchenbach im Kreis Siegen-Wittgenstein in Nordrhein-Westfalen.

## Naturdenkmale
| Nummer  | Bezeichnung                | Gemarkung    | Lage                                                   | Bemerkung | Bild            |
| ------- | -------------------------- | ------------ | ------------------------------------------------------ | --------- | --------------- |
| A 05-03 | 1 Eiche (Kaspareiche)      | Allenbach    | (50° 58′ 24,2″ N, 8° 5′ 50,6″ O)                       |           |                 |
| A 05-04 | 1 Eberesche                | Grund        | (50° 58′ 35,5″ N, 8° 9′ 21″ O)                         |           |                 |
| A 05-05 | 2 Eichen                   | Helberhausen | (51° 0′ 2,5″ N, 8° 8′ 34,3″ O)                         |           |                 |
| A 05-06 | 4 Eichen                   | Müsen        | (51° 0′ 7″ N, 8° 3′ 33″ O)                             |           |                 |
| A 05-07 | 1 Eiche (Herzhäuser Eiche) | Dahlbruch    | (50° 57′ 53,1″ N, 8° 4′ 15″ O)                         |           |                 |
| A 05-08 | 1 Eiche (3-stämmig)        | Vormwald     | (50° 59′ 18,4″ N, 8° 8′ 1,8″ O)                        |           |                 |
| 1       | 1 Eiche                    | Allenbach    | Alte Landstr. 66                                       |           |                 |
| 5       | 1 Linde                    | Allenbach    | Ginsterweg 6                                           |           |                 |
| 7       | 1 Blutbuche                | Allenbach    | Gartenstr. 2                                           |           |                 |
| 8       | 1 Linde                    | Dahlbruch    | Hillnhütter Str. 34                                    |           |                 |
| 9       | 1 Kastanie, 1 Esche        | Dahlbruch    | Hochstr. 18                                            |           |                 |
| 10      | 1 Eiche                    | Dahlbruch    | Steiler Weg 2                                          |           |                 |
| 12      | 2 Eichen                   | Dahlbruch    | Ernst-August-Platz 3, zwischen Kindergarten und Kirche |           |                 |
| 15      | 1 Eiche                    | Dahlbruch    | Wittgensteiner Str. 117                                |           |                 |
| 16      | 1 Ahorn                    | Dahlbruch    | In der Mahlbach 2                                      |           |                 |
| 17      | 1 Eiche                    | Grund        | Jung-Stilling-Str. 9a                                  |           |                 |
| 18      | 2 Ahorne                   | Grund        | Jung-Stilling-Str. 18, gegenüber dem ev. Gemeindehaus  |           |                 |
| 19      | 1 Esche                    | Grund        | Jung-Stilling-Str. 21                                  |           |                 |
| 20      | 1 Esche                    | Grund        | Jung-Stilling-Str. 6                                   |           |                 |
| 22      | 1 Blutbuche, 1 Hainbuche   | Hilchenbach  | Ecke Rothenberger Straße / Im unteren Marktfeld        |           |                 |
| 23      | 1 Buche                    | Hilchenbach  | Bruchstr. 29                                           |           |                 |
| 24      | 1 Spitzahorn               | Hilchenbach  | Friedrich-Ebert-Str. 1                                 |           |                 |
| 25      | 1 Esche                    | Hilchenbach  | Bruchstr. 39                                           |           |                 |
| 27      | 3 Eichen                   | Hilchenbach  | Am Wiesenweg                                           |           |                 |
| 28      | 1 Eiche                    | Hilchenbach  | Im Rauhen Seifen                                       |           |                 |
| 29      | 4 Buchen                   | Hilchenbach  | Auf dem Einstuhl 14a                                   |           |                 |
| 30      | 1 Eiche                    | Hilchenbach  | Bruchstr. 46                                           |           |                 |
| 33      | 1 Esche                    | Hilchenbach  | Kirchplatz 2, Im Pfarrgarten                           |           |                 |
| 35      | 1 Buche                    | Lützel       | Gillerbergstr. 6                                       |           | Bild gesucht BW |
| 36      | 1 Esche                    | Lützel       | Gillerbergstr. 19                                      |           | Bild gesucht BW |
| 37      | 1 Bergahorn                | Lützel       | An der Stern 2                                         |           | Bild gesucht BW |
| 38      | 1 Kastanie                 | Lützel       | Im Stillen Winkel 8                                    |           | Bild gesucht BW |
| 39      | 1 Stieleiche               | Müsen        | Poststr. 15                                            |           |                 |
| 40      | 1 Blutbuche                | Müsen        | Neustr. 12                                             |           | Bild gesucht BW |
| 41      | 1 Kastanie                 | Oberndorf    | Ferndorfstr. 223                                       |           | Bild gesucht BW |
| 42      | 1 Eiche                    | Vormwald     | Dorfstr. 10                                            |           | Bild gesucht BW |